# Wonder Cave
Wonder Cave är det tredje största grottrummet i Sydafrika. Grottan ligger i  Kromdraai i provinsen Gauteng nordväst om Johannesburg. 
Grottrummet upptäcktes år 1898 av italienska gruvarbetare som letade efter kalksten i Witwatersrand till framställning av cement. De bröt omkring 15 procent av kalkstenen i grottan, som kalcinerades och transporterades till Pretoria och Johannesburg. Brytningen stoppades år 1902 när andra boerkriget bröt ut.
Grottrummet är 125 meter långt, 54 meter brett och 60 meter djupt och är en av världens viktigaste fyndplatser för fossil av hominider. Fossil av gnagare, grodor, ödlor och fåglar har också hittats.
I grottan, som tros vara mellan 5 och 10 miljoner år gammal, finns omkring fjorton stalaktit- och stalagmitformationer, som är upp till 15 meter höga, varav de flesta fortfarande växer.
År 1999 utsågs grottan tillsammans med flera andra hominida fyndplatser i Sterkfontein, Swartkrans och Kromdraai till världsarv av Unesco.